# HD 30177 b
HD 30177 b는 황새치자리 방향으로 지구로부터 약 178광년 떨어진 곳에 있는 외계 행성이다. 어머니 항성은 태양보다 좀 더 차갑고 어두운 HD 30177이다. 이 행성은 시선 속도법을 이용하여 발견된 외계 행성들 중 그 질량이 가장 크나(테이블산자리 파이 b보다 크다) HD 114762 b와 HD 136118 b보다는 작다. 질량으로 볼 때 슈퍼목성으로 분류할 수 있다. b는 항성으로부터 매우 멀리 떨어진 곳(외계 행성들의 전반적인 성향으로 볼 때)을 돌고 있는데, 1회 공전에 약 2770일(7.58년) 걸린다. 이처럼 무거운 천체가 비교적 멀리 떨어져 있음에도 반진폭은 146.8±2.8 m/s 정도로 크다. 아직 이 행성의 정확한 궤도경사각은 알려지지 않았기 때문에 각도 여부에 따라 행성이 아닌 갈색 왜성일 가능성도 있다.
2002년 6월 13일 제프리 마시, 폴 버틀러, 크리스 틴니 연구진이 앵글로-오스트레일리안 망원경을 이용, 도플러 분광법을 응용하여 이 행성을 발견했다.

## 같이 보기
- 테이블산자리 파이 b

## 참고 문헌
- (영어) Tinney;  외. (2003). “Four New Planets Orbiting Metal-enriched Stars”. 《The Astrophysical Journal》 587 (1): 423–428. doi:10.1086/368068.
- (영어) Butler;  외. (2006). “Catalog of Nearby Exoplanets”. 《The Astrophysical Journal》 646 (1): 505–522. doi:10.1086/504701. 2019년 12월 7일에 원본 문서에서 보존된 문서. 2009년 6월 21일에 확인함.